# Kerschhofen
Kerschhofen ist ein Gemeindeteil der Stadt Parsberg im Landkreis Neumarkt in der Oberpfalz.

## Geographie
Das Kirchdorf Kerschhofen hat 48 Einwohner und liegt auf einer Höhe von ca. 470 m ü. NHN. Es ist aus geologischer Sicht Teil des Oberpfälzer Jura. Nachbarorte sind Darshofen, Eglwang und Krappenhofen.
Noch im Ort entspringt in mehreren Quellen der Kerschbach, welcher wiederum nach einem Kilometer in Darshofen in die Schwarze Laber mündet.

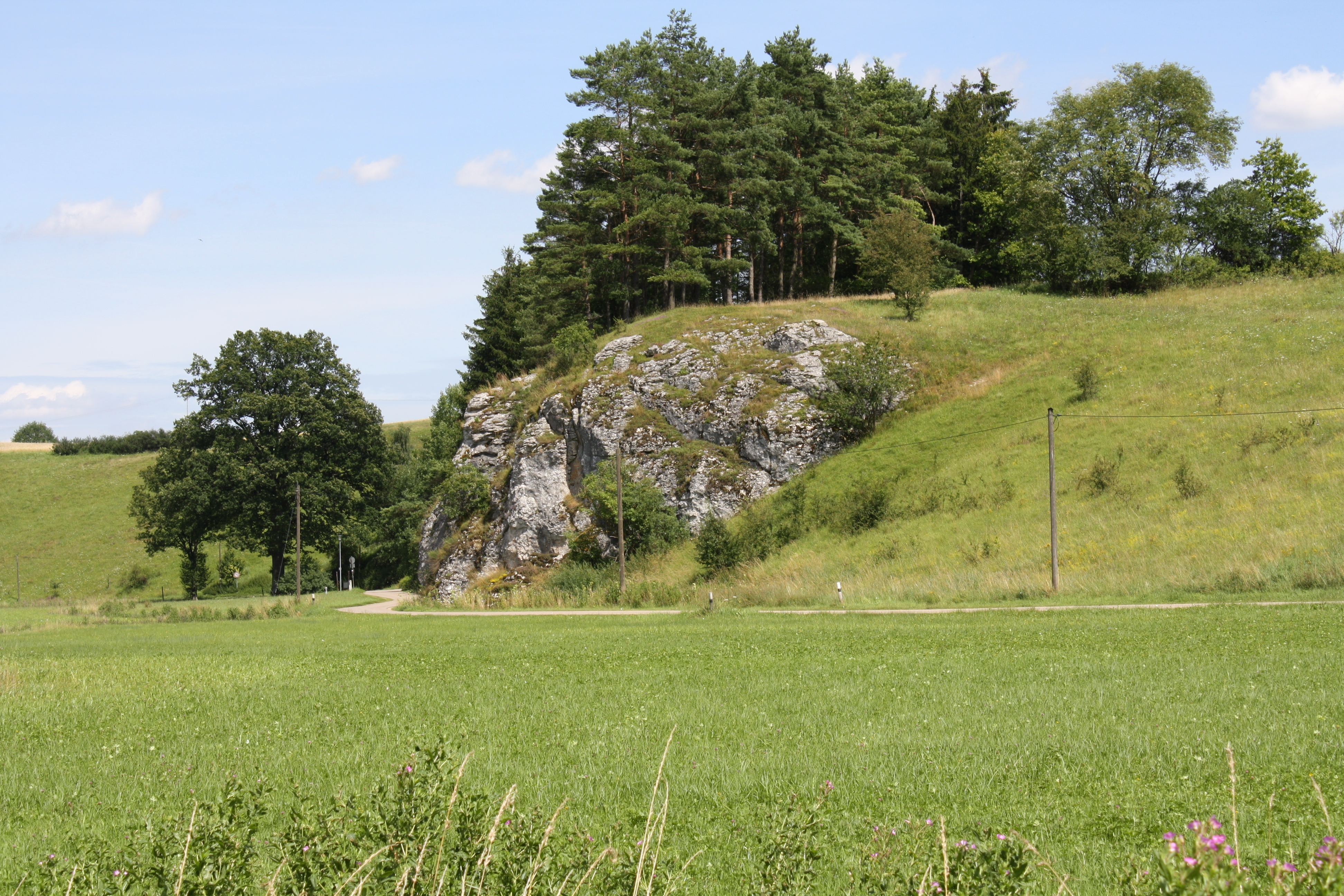
Felsen am Ortsausgang Richtung Krappenhofen

Das Bild des Ortes wird geprägt durch seine drei Felsen. Am Ortseingang, von Darshofen kommend, in der Ortsmitte und am Ortsausgang Richtung Krappenhofen. Unter dem letzteren sprudelt eine ergiebige Quelle, die zusammen mit weiteren den dort entspringenden Kerschbach ergeben.
Unterhalb des Felsens in der Mitte des Ortes ist eine große höhlenartige Vertiefung, die aber vermutlich nie umfangreich genutzt wurde, weil sie am steilen Berg von Fahrzeugen nicht erreichbar war. Aber direkt unterhalb auf Straßenniveau befand sich eine kleine Vertiefung im Berg, welche offenbar früher aus den Gesteinsschichten herausgehauen wurde. Sie diente bis etwa 1952 als Unterstellmöglichkeit für kleinere Leiterwagen, wie sie früher in der Nebenerwerbslandwirtschaft mit Kühen als Zugtiere üblich waren. Rechts daneben war bis zu dieser Zeit das sogenannte Hüthäusl, das kleine Wohnhäusl des Schäfers und Hüters. Im Dorf gab es damals noch bei allen Bauern Schafe, die von dem Schäfer für das Dorf auf den Hängen (Trockenweiden) geweidet wurden. Der Schäfer hatte aber nicht nur die Schafe, sondern im Sommer auch die Rinder zu hüten. Er betrieb daneben eine kleine Landwirtschaft und lebte im Übrigen von den Deputaten der Bauern für seine Dienste. Zusätzlich zu den Weidediensten versah er üblicherweise auch die Bestatter-Dienste, wenn auch das Grab im Friedhof des Nachbarortes Darshofen üblicherweise von dem dortigen Mesner ausgehoben wurde.
Die Berghänge bei Kerschhofen waren typische Trockenhänge mit Wacholdergewächs. Seit es dort keine regelmäßige Beweidung mehr gibt, gehen die typischen Bilder allerdings verloren, weil an den Hängen der Staudenbewuchs zunimmt. Man findet aber noch immer die Küchenschelle – dort auch Osterglocken genannt – und anderen typischen Bewuchs. Insbesondere auf dem Trockenhang rechts oberhalb des ersten Felsens, welcher in die bayerische Biotopliste eingetragen ist, sind noch alte Pflanzen und Blumen zu finden, die für diese Art von Biotopen eigentümlich sind.

## Kirche St. Georg
Die katholische Kirche St. Georg wurde als Nebenkirche von Daßwang im Jahr 1732 erbaut.
Das Gebäude ist dank mehrmaliger umfangreicher Sanierungsmaßnahmen recht gut erhalten. Die Kirche steht auf feuchtem Grund und hat deshalb erhöhten Instandhaltungsbedarf. In der Kirche finden nicht nur die dörflichen Andachten statt (z. B. Maiandacht), sondern es werden auch ab und zu Messen gefeiert, so z. B. an St. Georg (Kirchweih). Außerdem finden Hochzeiten in der Kirche statt.

## Wirtschaft und Infrastruktur

### Verkehr
Kerschhofen liegt in unmittelbarer Nähe der Bundesautobahn 3 (Frankfurt am Main–Passau) und der Bundesstraße 8 (Nürnberg–Regensburg).
Es liegt auch am Rande der Bahnstrecke Nürnberg–Regensburg zwischen den Bahnhöfen Parsberg und Seubersdorf.

### Wandern und Radfahren
Durch Kerschhofen verläuft auch der Maler-Weg.

## Sehenswürdigkeiten
In der Liste der Baudenkmäler in Parsberg sind für Kerschhofen zwei Baudenkmale aufgeführt.